# 1998-as Fiatal Zenészek Eurovíziója
Az 1998-as Fiatal Zenészek Eurovíziója volt a kilencedik Fiatal Zenészek Eurovíziója, melyet Ausztria fővárosában, Bécsben rendeztek meg. A helyszín a Wiener Konzerhaus volt. Az elődöntőre 1998. június 2-án, a döntőre június 4-én került sor. Az Eurovíziós Dalfesztivállal ellenben itt nem az előző évi győztes rendez, hanem pályázni kell a rendezés jogára. Az 1996-os verseny a német Julia Fischer győzelmével zárult, aki hegedű-versenyművét adta elő Lisszabonban.

## A helyszín és a verseny
A verseny pontos helyszíne az Ausztria fővárosában, Bécsben található Wiener Konzerhaus volt, melynek legnagyobb előadóterme 1840 fő befogadására alkalmas.
| Ausztria Bécs |

## A résztvevők
Először vett részt a versenyen Szlovákia, valamint egy év kihagyás után visszatért Horvátország és Svédország.
Összesen húsz ország szerepelt az elődöntőben, melyből nyolcan jutottak a döntőbe, így tizenkét ország esett ki.
A húsz részt vevő országból tizennyolc ismert, Belgium, Franciaország és Oroszország szereplése kérdéses.

## Zsűri
- Yehudi Menuhin (Zsűrielnök)
- Eric Kushner
- Frederick Duligal
- Vadim Brodszkij
- Gérard Caussé
- Jack Martin Händler
- Nana Jasvili
- Alekszej Ljubimov

## Elődöntő
Az elődöntőt 1998. június 2-án rendezték meg húsz ország részvételével. A végső döntést a nyolctagú szakmai zsűri hozta meg. Nyolc ország jutott tovább a döntőbe.
| # | Ország             | Zenész               | Hangszer  | Darab (Szerző)                                                             | Eredmény     |
| - | ------------------ | -------------------- | --------- | -------------------------------------------------------------------------- | ------------ |
|   | Ausztria           | Lidia Baich          | hegedű    |                                                                            | Továbbjutott |
|   | Ciprus             | Nikólasz Melísz      | zongora   |                                                                            | Kiesett      |
|   | Egyesült Királyság | Adrian Spillett      | ütősök    |                                                                            | Továbbjutott |
|   | Észtország         | Hando Nahkur         | zongora   |                                                                            | Kiesett      |
|   | Finnország         | Kalle Toivio         | zongora   |                                                                            | Továbbjutott |
|   | Görögország        |                      |           |                                                                            | Kiesett      |
|   | Horvátország       | Monika Leskovar      | cselló    |                                                                            | Továbbjutott |
|   | Írország           | Cora Venus Lunny     | hegedű    |                                                                            | Kiesett      |
|   | Lengyelország      |                      |           |                                                                            | Kiesett      |
|   | Lettország         | Lauma Skride         | zongora   |                                                                            | Továbbjutott |
|   | Németország        |                      |           |                                                                            | Kiesett      |
|   | Norvégia           | Kristian Lindberg    | zongora   |                                                                            | Kiesett      |
|   | Portugália         |                      |           |                                                                            | Kiesett      |
|   | Spanyolország      | Leticia Muñoz Moreno | hegedű    |                                                                            | Kiesett      |
|   | Svájc              |                      |           |                                                                            | Kiesett      |
|   | Svédország         | David Sjögren        | hegedű    | Violin Sonata No. 2 Perpetuum mobile. Allegro (sol majeur) (Maurice Ravel) | Továbbjutott |
|   | Szlovákia          | Michal Sťahel        | cselló    |                                                                            | Továbbjutott |
|   | Szlovénia          | Borut Zagoranski     | harmonika |                                                                            | Továbbjutott |
|   | Ismeretlen ország  |                      |           |                                                                            | Kiesett      |
|   | Ismeretlen ország  |                      |           |                                                                            | Kiesett      |

## Döntő
A döntőt 1998. június 4-én rendezték meg nyolc ország részvételével. A végső döntést a nyolctagú szakmai zsűri hozta meg.
| #  | Ország             | Zenész           | Hangszer  | Darab (Szerző)                                                          | Helyezés |
| -- | ------------------ | ---------------- | --------- | ----------------------------------------------------------------------- | -------- |
| 01 | Egyesült Királyság | Adrian Spillett  | ütősök    | Concerto for Percussion and Orchestra, mov. 3 (Joseph Schwantner)       | 3.       |
| 02 | Finnország         | Kalle Toivio     | zongora   | Concerto for Piano and Orchestra, no. 2, 1st Mov. (Szergej Prokofjev)   | —        |
| 03 | Lettország         | Lauma Skride     | zongora   | Concerto for Piano and Orchestra, no. 2, 3rd Mov. (Camille Saint-Saëns) | —        |
| 04 | Szlovénia          | Borut Zagoranski | harmonika | Concierto para bandoneon presto (Astor Piazzolla)                       | —        |
| 05 | Szlovákia          | Michal Sťahel    | cselló    | Concerto for Violoncello and Orchestra, adagio (Edward Elgar)           | —        |
| 06 | Ausztria           | Lidia Baich      | hegedű    | Violin Concerto no. 5, 1st Mov. (Henri Vieuxtemps)                      | 1.       |
| 07 | Horvátország       | Monika Leskovar  | cselló    | Concerto for Violoncello and Orchestra, adagio (Edward Elgar)           | 2.       |
| 08 | Svédország         | David Sjögren    | hegedű    | Violin Concerto 3rd Mov. (Pjotr Csajkovszkij)                           | —        |

## Térkép

A döntő résztvevői
Az elődöntőben kiesett országok
Országok, melyek korábban részt vettek, de ebben az évben nem

## Közvetítő csatornák
- Ausztria – ORF 2 (élőben)
- Lengyelország – TVP2

## Visszatérő előadók
| Előadó      | Ország   | Előző év(ek) |
| ----------- | -------- | ------------ |
| Lidia Baich | Ausztria | 1996         |